# Lyle Alzado
Lyle Martin Alzado (New York, 3 aprile 1949 – Portland, 14 maggio 1992) è stato un giocatore di football americano e attore statunitense che ha militato nel ruolo di defensive end nella National Football League (NFL).

## Carriera

### Denver Broncos
Alzado fu scelto nel corso del quarto giro (79º assoluto) del Draft NFL 1971 dai Denver Broncos.  Quando il defensive end destro titolare Rich "Tombstone" Jackson si infortunò nel 1971, Alzado prese il suo posto, venendo inserito in varie formazioni ideali dei rookie dopo avere messo a segno 60 tackle e 8 sack. L'anno seguente iniziò a imporsi all'attenzione generale con 10,5 sack e 91 placcaggi. Nel 1973 ebbe ottime statistiche, con i Broncos che per la prima volta nella loro storia terminarono con un record vincente, 7–5–2.
Nel 1974 Alzado fu inserito nella formazione ideale della AFC con 13 tackle e 80 tackle (8 con perdita di yard), venendo riconosciuto come uno dei migliori defensive end della lega, assieme a Elvin Bethea, Jack Youngblood, L.C. Greenwood, Claude Humphrey e Carl Eller; Bethea, Youngblood, Humphrey e Eller furono tutti introdotti nella Pro Football Hall of Fame. I Broncos ebbero la seconda stagione consecutiva con un record positivo, 7–6–1.
Il 1975 portò un cambiamento, con Alzado che fu spostato nel ruolo di defensive tackle, rispondendo con 91 tackle e 7 sack. Nel 1976 i Broncos scesero a un record di 6–8 record e il giocatore nella prima giocata della stagione si infortunò a un ginocchio, perdendo l'intera annata.
La stagione 1977 fu la migliore della storia della franchigia fino a quel momento: i Broncos ebbero una delle migliori difese della lega, terminando con un record di 12-2 e battendo nei play-off i Pittsburgh Steelers e gli Oakland Raiders, raggiungendo il Super Bowl XII. In quella partita, tenuta a New Orleans, Denver fu battuta per 27–10 dai Dallas Cowboys. L'annata fu un grosso successo per Alzado, che fu inserito nella formazione ideale della stagione All-Pro e votato come difensore dell'anno della AFC dalla United Press International dopo avere guidato i Broncos con 8 sack, oltre a 80 placcaggi.
Nel 1978 i Broncos fecero ritorno ai playoff ma fu furono eliminati al primo turno nella rivincita con gli Steelers. Alzado totalizzò 77 tackle e 9 sack, oltre a fare registrare la sua prima safety. (Alzado ne mise a segno altre due in carriera, ponendolo al secondo posto di tutti i tempi). Fu inserito nel Second-team All-Pro e nella formazione ideale della AFC. Nel 1979, a causa di una disputa contrattuale, i Broncos lo scambiarono con i Cleveland Browns.

### Cleveland Browns
Alzado giocò bene con i Browns, venendo inserito nella seconda formazione ideale della AFC nel 1979 giocando come defensive end. Quell'anno mise a referto 80 tackle e 7 sack. La stagione seguente Cleveland vinse la propria division, perdendo contro i Raiders nel Divisional round. Alzado guidò i Browns con 9 sack e fu di nuovo un All-Pro. Nel 198 mise a referto 83 tackle e guidò i Browns con 8,5 sack. Questi tuttavia scesero da un record di 11–5 nel 1980 a 5–11 nel 1981, scambiandolo con gli Oakland Raiders nel 1982.

### Los Angeles Raiders
Essere scartato dai Browns accese un fuoco in Alzado, che si allenò con spirito di vendetta. Quando arrivò ai Raiders, la squadra si era trasferita a Los Angeles. Nel 1982 vinse l'Comeback Player of the Year Award. Anche se giocò una stagione completa, le sue giocate apparvero talmente superiori all'anno precedente da fargli vincere il premio. In una stagione accorciata a 9 gare per uno sciopero dei giocatori mise a segno 7 sack.
Alzado continuò a giocare bene per i Raiders nel 1983, contribuendo alla vittoria del Super Bowl mettendo a segno 50 tackle e 7,5 sack. Alzado partì come titolare sul lato destro, opposto al futuro membro della Hall of Fame Howie Long.
Dopo un'altra stagione positiva nel 1984 con 63 tackle e 6 sack, l'anno successivo i suoi numeri calarono a causa di un infortunio alla caviglia a metà stagione.
Alzado si ritirò dopo la stagione 1985. Tentò un ritorno nel 1990, ma si infortunò al ginocchio durante il training camp estivo e fu svincolato.

## Palmarès

### Franchigia
- Super Bowl : 1

Los Angeles Raiders: XVIII
- American Football Conference Championship: 2

Denver Broncos: 1977
Los Angeles Raiders: 1983

### Individuale
- NFL Comeback Player of the Year Award: 1

1982
- Convocazioni al Pro Bowl: 2

1977, 1978
- First-team All-Pro: 2

1977, 1980
- Second-team All-Pro: 1

1978